# Gratas Sirgėdas
Gratas Sirgėdas (* 17. Dezember 1994 in Panevėžys) ist ein litauischer Fußballspieler.

## Karriere

### Verein
Sirgėdas spielte in der Jugend für die Nacionalinė Futbolo Akademija. Für die Auswahl der NFA erzielte er in der 1 Lyga fünf Tore. Am 20. August 2013 unterzeichnete Gratas Sirgėdas einen bis Ende Juni 2016 datierten Vertrag bei der zweiten Mannschaft des VfB Stuttgart. Am 4. Oktober 2013 wurde Gratas Sirgėdas im Spiel gegen Holstein Kiel in der 87. Minute eingewechselt und debütierte in der dritten Liga.
Zur Saison 2015/16 wechselte Sirgėdas zu den Stuttgarter Kickers.
Nachdem er mit den Kickers in die Regionalliga abgestiegen war, verließ er den Verein im Sommer 2016.
Im Dezember 2018 unterschrieb er einen Einjahresvertrag mit dem litauischen Meister „Sūduva“.
16. Januar 2020 es wurde berichtet, dass Gratas in Kauno Žalgiris spielt.

### Nationalmannschaft
Bei der U-19-Europameisterschaft 2013 wurde Sirgėdas zusammen mit Anass Achahbar und Alexandre Guedes Torschützenkönig. Der damalige Nationaltrainer Csaba László nominierte Gratas Sirgėdas im September 2013 für ein A-Länderspiel von Litauen gegen Liechtenstein in der Qualifikation zur Weltmeisterschaft 2014 nach. In diesem Spiel gab Sirgėdas sein A-Länderspieldebüt als er in der Nachspielzeit für Deivydas Matulevičius eingewechselt wurde. Er wurde in den beiden abschließenden Spielen dieser WM-Qualifikationsrunde gegen Lettland sowie Bosnien und Herzegowina im Oktober 2013 durch den neuen litauischen Nationaltrainer Igoris Pankratjevas jeweils erneut eingesetzt.